# Janelle Commissiong
Janelle „Penny” Commissiong (ur. 1953 w Port-of-Spain, Trynidad i Tobago) – pierwsza kobieta o czarnej karnacji, która zwyciężyła w konkursie Miss Universe (1977).
Commissiong urodziła się w 1953 r. w Port-of-Spain. Jej ojciec jest Trynidadczykiem a matka Wenezuelką.
W wieku 13 lat wyemigrowała wraz z rodzicami do USA. 10 lat później wróciła jednak do ojczyzny i wzięła udział w miejscowym konkursie piękności. Zwyciężyła w nim i została wydelegowana na Miss Universe, gdzie również wygrała. Ukoronowana została w Santo Domingo na Dominikanie.
W trakcie swojego panowania jako Miss Universe brała udział w debacie publicznej, jako rzeczniczka praw osób czarnoskórych, a także na rzecz pokoju na świecie. W 1977 r. została odznaczona najwyższym odznaczeniem Trynidadu i Tobago – Krzyżem Trójcy Świętej.

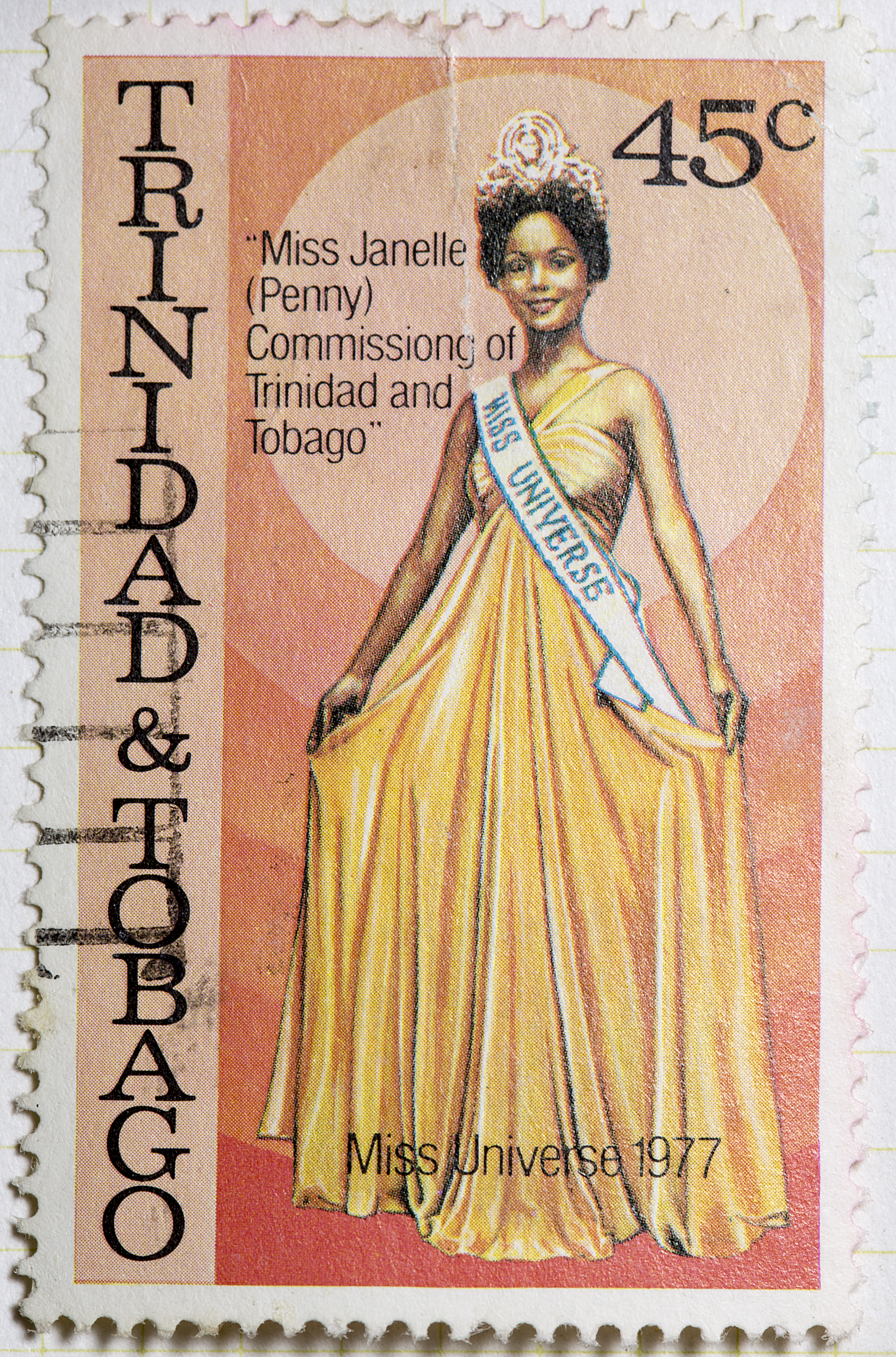
Znaczek pocztowy z Trynidadu i Tobago (1977)

W 1978 r. poślubiła biznesmena Briana Bowena, który zginął w wypadku w 1989 r. Przez pewien czas Commissiong prowadziła firmę męża, zajmującą się produkcją łodzi (Bowen Marine). Ponownie wyszła za mąż za Alwina Chowa, z którym mają adoptowaną córkę Sashę. Chow zmarł w grudniu 2021 r.